# Iver Thomsen
Iver Thomsen (8. november 1898 i Ribe – 11. oktober 1967) var en dansk bankdirektør.
Han var søn af restauratør Peter Thomsen og hustru Anne Kirstine f. Olesen, blev student fra Ribe Katedralskole 1918, var assistent i Københavns Diskontobank og Revisionsbank 1918-24, var ansat i Revisions- & Forvaltnings-Institutet 1924-26 og kom så til Amagerbanken, først som bogholder, senere hovedbogholder 1926, kontorchef 1937, blev underdirektør 1948, direktør 1953 og adm. direktør fra 1956 til sin død.
Han var medlem af bestyrelsen for Amager Museumsforening, formand for skolenævnet ved Christianshavns Gymnasium, medlem af repræsentantskabet for Det gjensidige Forsikringsselskab "Danmark" og for Erhvervenes Oplysningsråd, af bestyrelsen for Erhvervenes Indsamlingskontrol, for DEIF A/S (Dansk Elektro Instrument Fabrik), for Frode Olsen & Co. Snedkeri A/S, for Amager Træ- & Krydsfinerhandel A/S og for flere foreninger.
Medforfatter af: Th. Jensen og Iver Thomsen, Veksel- & Checkpraksis (1932).